# Ateliergebäude der Kunstakademie Düsseldorf

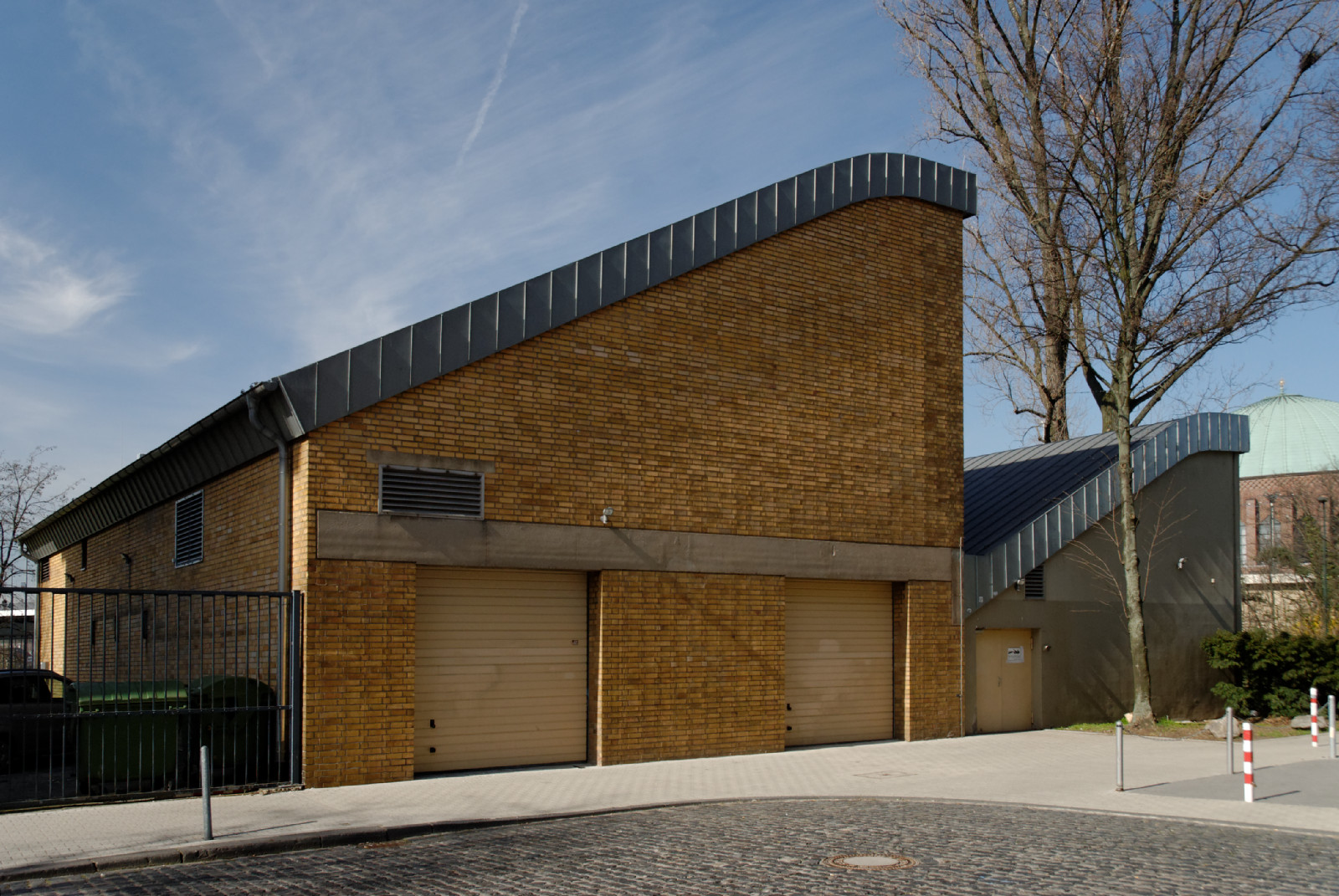
Ateliergebäude, Seite am Emma-Horion-Weg

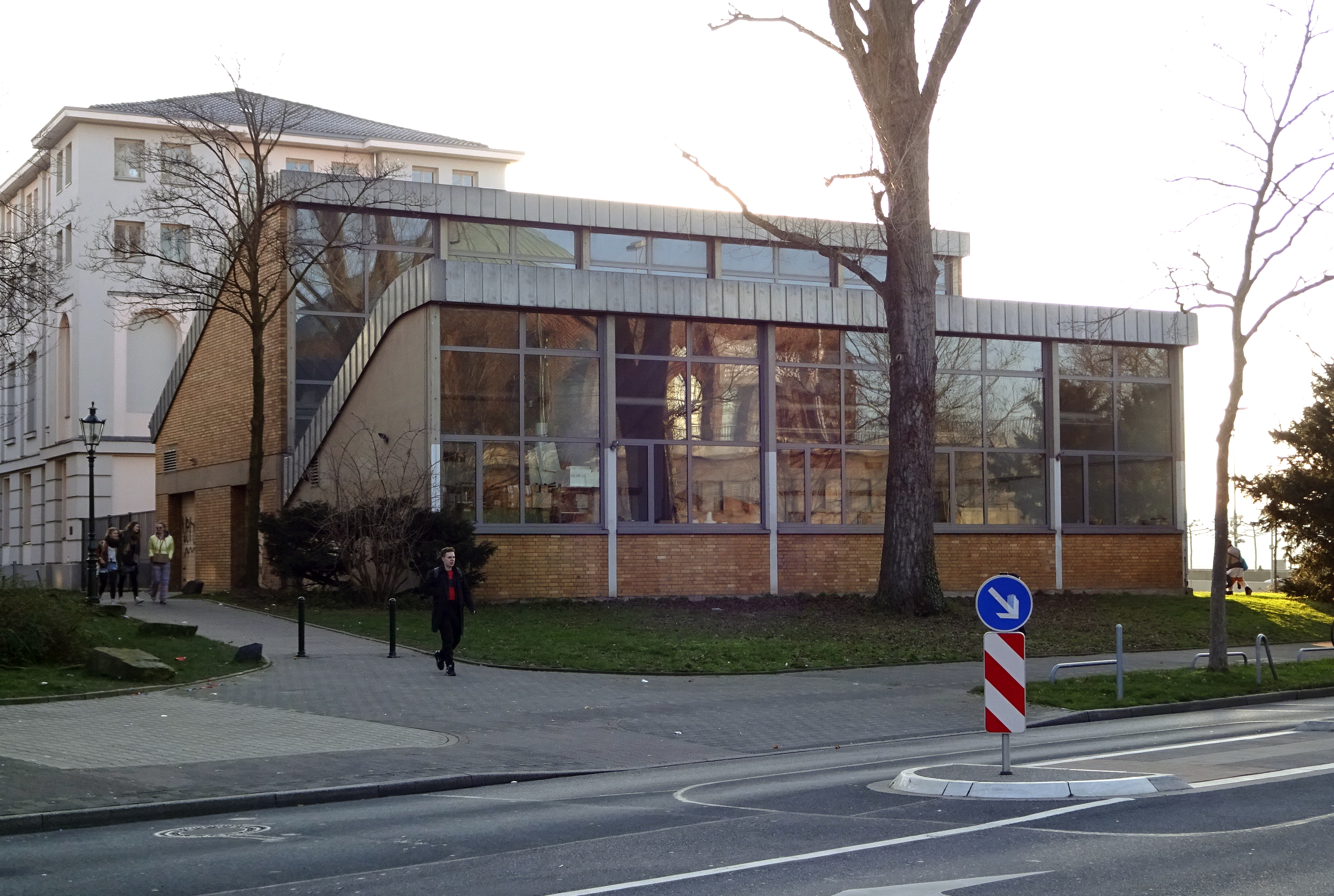
Ateliergebäude, Nordseite zur Fritz-Roeber-Straße

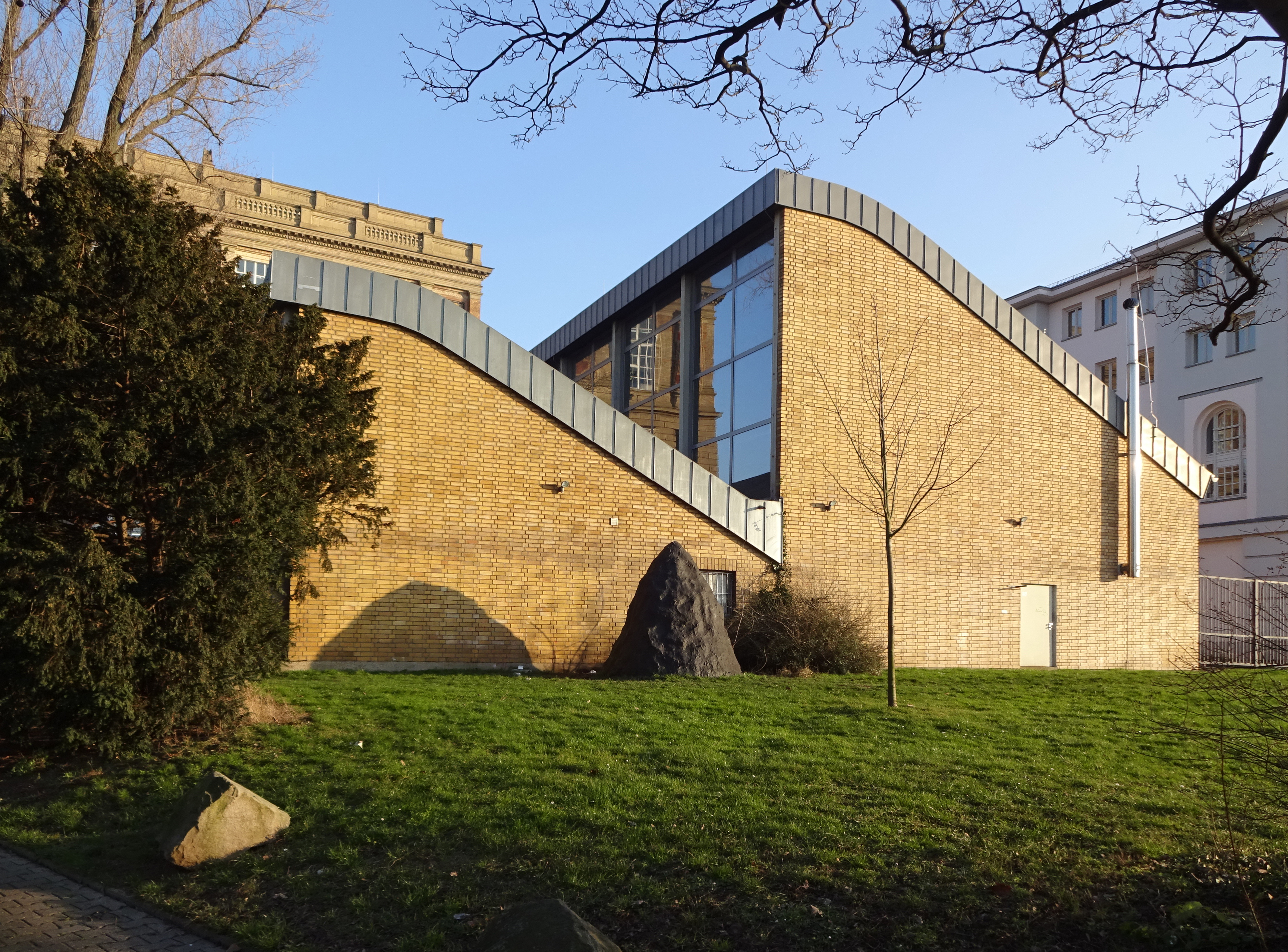
Ateliergebäude, Rheinseite mit Skulptur von Benjamin Houlihan

Das Ateliergebäude der Kunstakademie Düsseldorf, Reuterkaserne 1, wurde 1956 bis 1958 von Rudolf Schwarz erbaut.
Im Westen der Düsseldorfer Kunstakademie wurde ein Gebäude mit zwei ungleichen Sheddächern erbaut. Die obere Hälfte der Nordwand ist in fünf Achsen unterteilt und wandfüllend verglast. Im hinteren Teil des Gebäudes befindet sich ein Tor für Materiallieferungen, hier sind die Werkstätten mit Maschinen untergebracht. Im vorderen Teil des Hauses sind die Atelierräume beheimatet. Die Raumaufteilung wurde inzwischen verändert. Die Originalpläne sind nicht erhalten.
Auf der Rheinseite des Atelierhauses steht ein Objekt ohne Titel von Benjamin Houlihan aus dem Jahr 2002. Es stellt einen rätselhaft steilen „Berg“ dar und ist das Relikt einer Kunstaktion vom 10. August 2002. Seinerzeit schwamm der „Berg“, der aus Glasfaser, Kunststoff, Eisen und Hochseeschaum gefertigt ist, zehn Tage lang, befestigt an Seilen und im Rheingrund ankernden Steinen, auf dem Rhein.
Die kleine Passage zwischen dem „Ateliergebäude“ und der „Kunstakademie“ ist der heutige Emma-Horion-Weg.